# Grande Prêmio da Índia de 2013
O Grande Prêmio da Índia de 2013 foi a décima sexta corrida da temporada de 2013 da Fórmula 1. A prova foi disputada no dia 27 de outubro no Circuito Internacional de Buddh, Nova Deli, Índia.
A corrida foi vencida pelo piloto alemão Sebastian Vettel e garantiu a ele, com três corridas de antecedência, o tetra campeonato.

## Resumo

### Corrida
Vettel largou bem, mantendo o primeiro lugar, enquanto Massa tomou a segunda posição à frente das duas Mercedes, e Alonso teve a asa dianteira danificada, o que deixava Vettel ainda mais tranquilo. A escolha de pneus na Índia era um tanto diferente das demais corridas, com compostos macios e médios num asfalto em que os compostos de faixa amarela não funcionavam tão bem em corrida. Com isso, Vettel optou por tirar os pneus macios logo no fim da segunda volta.
Felipe Massa, então, assumiu a liderança por seis voltas antes de fazer seu primeiro pit stop. Quem fez a troca de pneus antes levou vantagem sobre o brasileiro, que, depois da rodada de paradas, caiu para sexto - foi, aliás, a última vez que Massa liderou uma corrida como piloto da Ferrari. Quem tomou a ponta foi Webber, que, no entanto, era o único dos ponteiros com pneus médios, para tentar uma estratégia inversa à de Vettel e dos outros ponteiros.
Com isso, Webber liderou até a 28ª volta, quando finalmente parou. Isso deu novamente a liderança a Vettel, que, no entanto, fez seu segundo pit stop na volta 31 de 60 para ir até o fim da corrida, também com pneus médios, que funcionavam melhor. Enquanto isso, Webber, que colocara pneus macios em seu pit stop pela obrigatoriedade do regulamento, voltou aos médios apenas quatro voltas depois. Depois da segunda troca, Webber voltou em segundo, mas logo depois o carro quebrou.
Vettel então ficou folgado na liderança muito à frente de Raikkonen e Rosberg. Mas o Homem de Gelo vinha perdendo terreno cada vez mais devido ao desgaste dos pneus. O finlandês não resistiu a um ataque de Rosberg e ainda teve uma disputa fratricida com o companheiro Romain Grosjean, que passou Kimi na marra, depois de a equipe insistir sem sucesso para que ele abrisse passagem.
Nas voltas finais, Kimi ainda seria ultrapassado por Felipe Massa, Sergio Pérez (McLaren) e Lewis Hamilton. Diga-se de passagem, a manobra do mexicano para superar Raikkonen e Hamilton foi a melhor de toda a corrida.
Tranquilo na frente, Vettel cruzou a linha de chegada com 29 segundos de vantagem sobre Rosberg, enquanto Grosjean completou o pódio apenas dois segundos à frente de Massa.
Terminada a corrida, Vettel quebrou o protocolo e, em vez de entrar nos boxes, estacionou seu carro no grid de largada depois de dar vários "zerinhos" na frente do público na reta principal. Depois, o alemão saiu do carro e reverenciou o modelo RB9 projetado por Adrian Newey.
Vettel ainda venceria as últimas duas provas de 2013, totalizando 13 triunfos e igualando o recorde de Michael Schumacher em 2004. Com as nove vitórias seguidas no fim da temporada, o alemão ainda igualou a marca estabelecida por Alberto Ascari entre 1952 e 1953.

## Resultado

### Treino Classificatório
| Pos.               | No. | Piloto              | Construtor           | Q1       | Q2       | Q3       | Grid |
| ------------------ | --- | ------------------- | -------------------- | -------- | -------- | -------- | ---- |
| 1                  | 1   | Sebastian Vettel    | Red Bull-Renault     | 1:25.943 | 1:24.568 | 1:24.119 | 1    |
| 2                  | 9   | Nico Rosberg        | Mercedes             | 1:25.833 | 1:25.304 | 1:24.871 | 2    |
| 3                  | 10  | Lewis Hamilton      | Mercedes             | 1:25.802 | 1:25.259 | 1:24.941 | 3    |
| 4                  | 2   | Mark Webber         | Red Bull-Renault     | 1:25.665 | 1:25.097 | 1:25.047 | 4    |
| 5                  | 4   | Felipe Massa        | Ferrari              | 1:25.793 | 1:25.389 | 1:25.201 | 5    |
| 6                  | 7   | Kimi Räikkönen      | Lotus-Renault        | 1:25.819 | 1:25.191 | 1:25.248 | 6    |
| 7                  | 11  | Nico Hülkenberg     | Sauber-Ferrari       | 1:25.883 | 1:25.339 | 1:25.334 | 7    |
| 8                  | 3   | Fernando Alonso     | Ferrari              | 1:25.934 | 1:24.885 | 1:25.826 | 8    |
| 9                  | 6   | Sergio Pérez        | McLaren-Mercedes     | 1:26.107 | 1:25.365 | 1:26.153 | 9    |
| 10                 | 5   | Jenson Button       | McLaren-Mercedes     | 1:25.574 | 1:25.458 | 1:26.487 | 10   |
| 11                 | 19  | Daniel Ricciardo    | Toro Rosso-Ferrari   | 1:25.673 | 1:25.519 |          | 11   |
| 12                 | 14  | Paul di Resta       | Force India-Mercedes | 1:25.908 | 1:25.711 |          | 12   |
| 13                 | 15  | Adrian Sutil        | Force India-Mercedes | 1:26.164 | 1:25.740 |          | 13   |
| 14                 | 18  | Jean-Éric Vergne    | Toro Rosso-Ferrari   | 1:26.155 | 1:25.798 |          | 14   |
| 15                 | 17  | Valtteri Bottas     | Williams-Renault     | 1:26.178 | 1:26.134 |          | 15   |
| 16                 | 12  | Esteban Gutiérrez   | Sauber-Ferrari       | 1:26.057 | 1:26.336 |          | 16   |
| 17                 | 8   | Romain Grosjean     | Lotus-Renault        | 1:26.577 |          |          | 17   |
| 18                 | 16  | Pastor Maldonado    | Williams-Renault     | 1:26.842 |          |          | 18   |
| 19                 | 22  | Jules Bianchi       | Marussia-Cosworth    | 1:26.970 |          |          | 19   |
| 20                 | 21  | Giedo van der Garde | Caterham-Renault     | 1:27.105 |          |          | 20   |
| 21                 | 20  | Charles Pic         | Caterham-Renault     | 1:27.487 |          |          | 21   |
| 22                 | 23  | Max Chilton         | Marussia-Cosworth    | 1:28.138 |          |          | 22   |
| 107% time:1:31.564 |     |                     |                      |          |          |          |      |
| Source:            |     |                     |                      |          |          |          |      |

### Corrida
| Pos.    | No. | Piloto              | Construtores         | Volta | Tempo          | Grid | Points |
| ------- | --- | ------------------- | -------------------- | ----- | -------------- | ---- | ------ |
| 1       | 1   | Sebastian Vettel    | Red Bull-Renault     | 60    | 1:31:12.187    | 1    | 25     |
| 2       | 9   | Nico Rosberg        | Mercedes             | 60    | +29.823        | 2    | 18     |
| 3       | 8   | Romain Grosjean     | Lotus-Renault        | 60    | +39.892        | 17   | 15     |
| 4       | 4   | Felipe Massa        | Ferrari              | 60    | +41.692        | 5    | 12     |
| 5       | 6   | Sergio Pérez        | McLaren-Mercedes     | 60    | +43.829        | 9    | 10     |
| 6       | 10  | Lewis Hamilton      | Mercedes             | 60    | +52.475        | 3    | 8      |
| 7       | 7   | Kimi Räikkönen      | Lotus-Renault        | 60    | +1:07.988      | 6    | 6      |
| 8       | 14  | Paul di Resta       | Force India-Mercedes | 60    | +1:12.868      | 12   | 4      |
| 9       | 15  | Adrian Sutil        | Force India-Mercedes | 60    | +1:14.734      | 13   | 2      |
| 10      | 19  | Daniel Ricciardo    | Toro Rosso-Ferrari   | 60    | +1:16.237      | 11   | 1      |
| 11      | 3   | Fernando Alonso     | Ferrari              | 60    | +1:18.297      | 8    |        |
| 12      | 16  | Pastor Maldonado    | Williams-Renault     | 60    | +1:18.951      | 18   |        |
| 13      | 18  | Jean-Éric Vergne    | Toro Rosso-Ferrari   | 59    | +1 Lap         | 14   |        |
| 14      | 5   | Jenson Button       | McLaren-Mercedes     | 59    | +1 Lap         | 10   |        |
| 15      | 12  | Esteban Gutiérrez   | Sauber-Ferrari       | 59    | +1 Lap         | 16   |        |
| 16      | 17  | Valtteri Bottas     | Williams-Renault     | 59    | +1 Lap         | 15   |        |
| 17      | 23  | Max Chilton         | Marussia-Cosworth    | 58    | +2 Laps        | 22   |        |
| 18      | 22  | Jules Bianchi       | Marussia-Cosworth    | 58    | +2 Laps        | 19   |        |
| 19      | 11  | Nico Hülkenberg     | Sauber-Ferrari       | 54    | Gearbox/Brakes | 7    |        |
| Ret     | 2   | Mark Webber         | Red Bull-Renault     | 39    | Alternator     | 4    |        |
| Ret     | 20  | Charles Pic         | Caterham-Renault     | 35    | Hydraulics     | 21   |        |
| Ret     | 21  | Giedo van der Garde | Caterham-Renault     | 1     | Collision      | 20   |        |
| Source: |     |                     |                      |       |                |      |        |

- 1 - Nico Hülkenberg retired from the race, but was classified of 90% of the winner.

2: This was the last ever Indian GP. The circuit had tax disputes with the Uttar Pradesh government, and was closed after this race.